# Пишецький замок
46°00′22″ пн. ш. 15°38′13″ сх. д. / 46.006111° пн. ш. 15.636944° сх. д.

Пишецький замок або Замок Пишеце або Град Пишеце (словен. grad Pišece, нім. Schloss Pischätz) — замок в Пишеце, Словенія.
Замок з'являється вперше в письмових джерелах в 1329 році, і був побудований, щоб служити архієпископству Зальцбурга, який мав маєтки в цьому районі. Архієпископи зберігали феодальні права на замок до 1803 року, хоча замок був куплений в 1595 році сім'єю Москон. Однак позов, що визначав належне володіння замком, не був вирішений до 1637 року, коли справа була завершена на користь сім'ї Москон. Сім'я володіла замком до кінця Другої світової війни. Реконструкційні роботи проводилися в замку в 1568 році, в епоху бароко, 1867 і 1884 рр.  

## Галерея

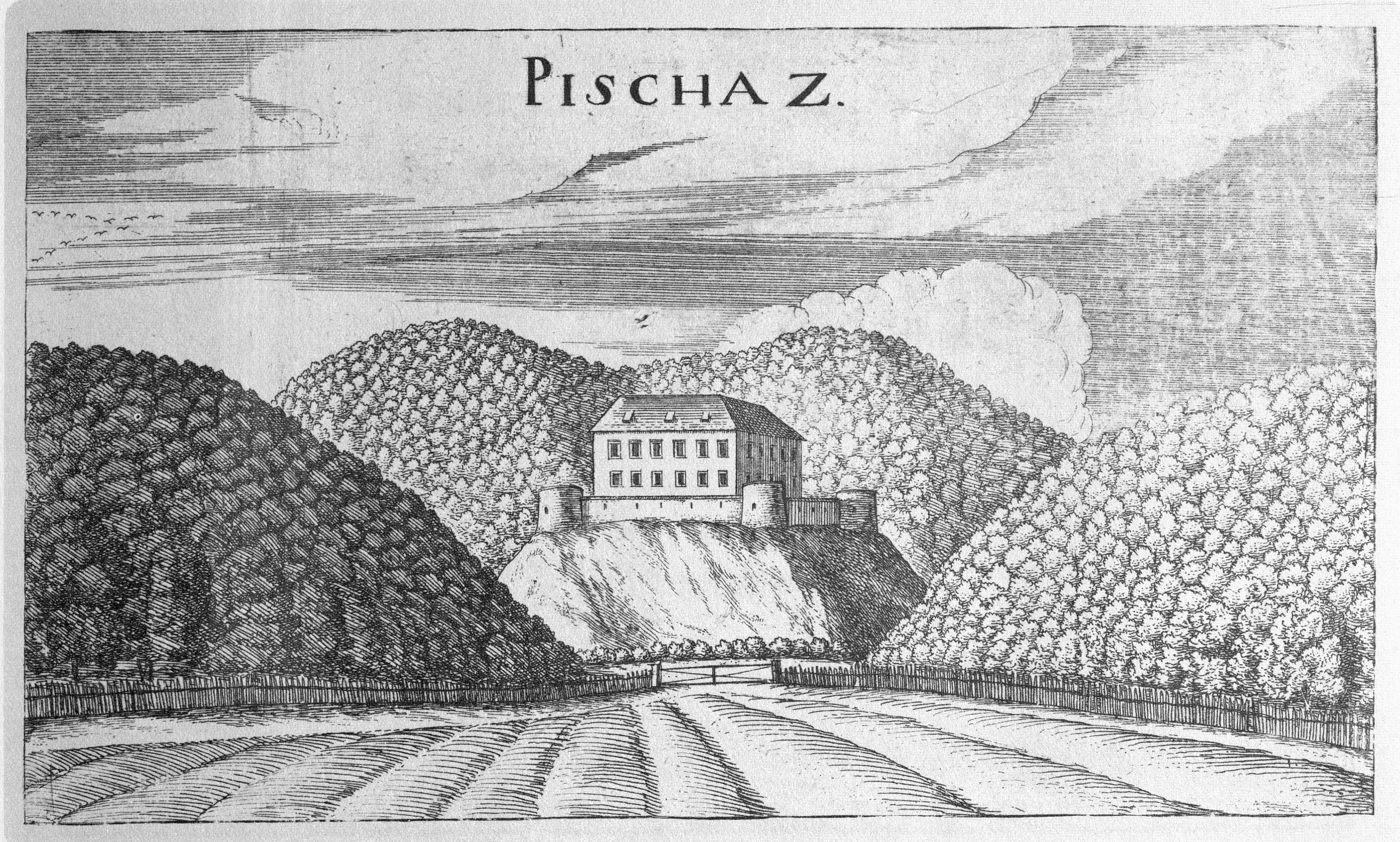
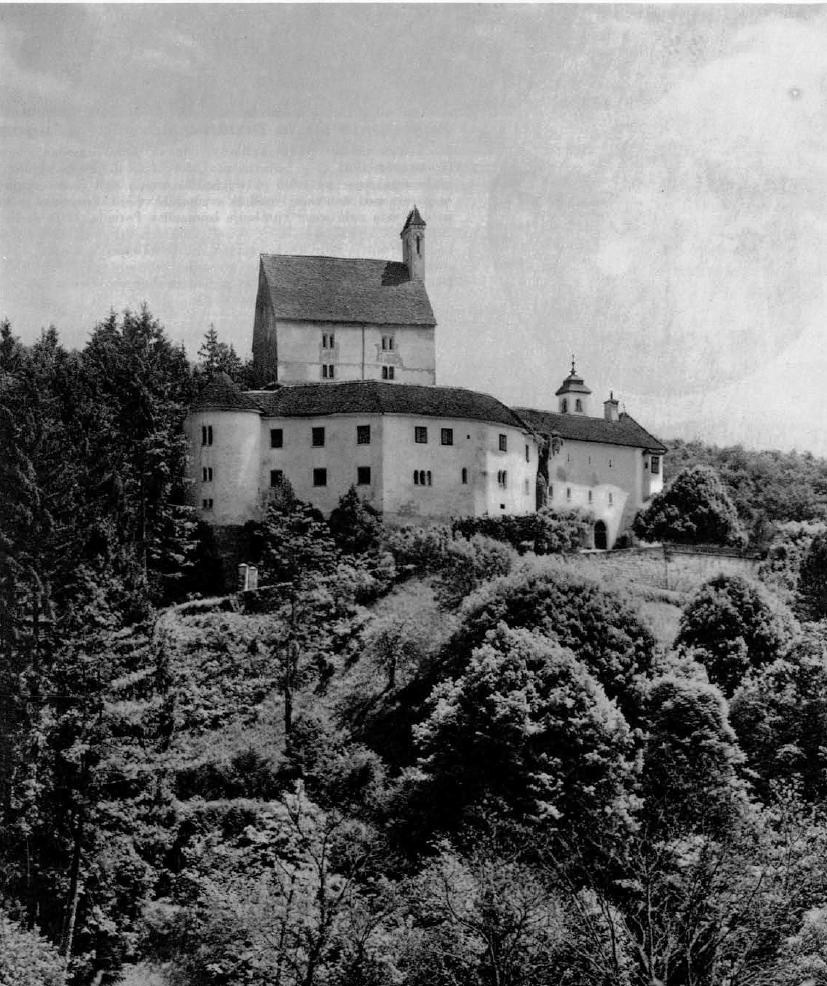
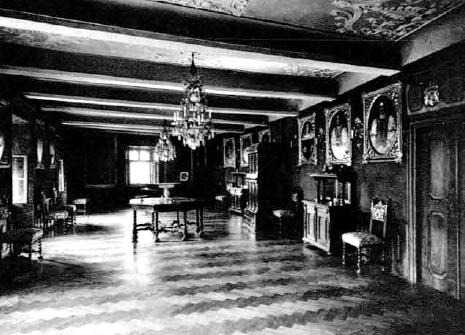
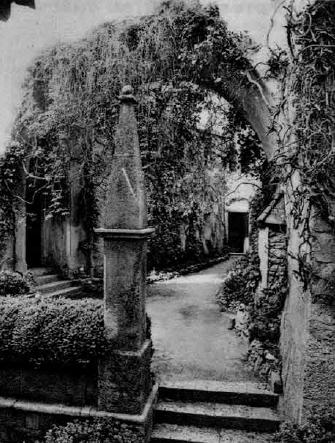
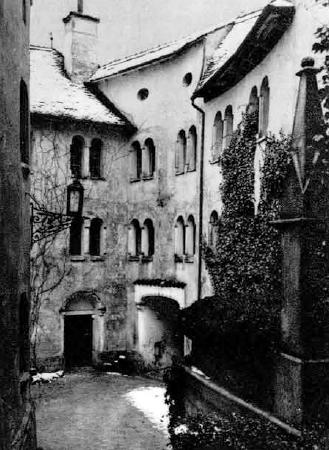
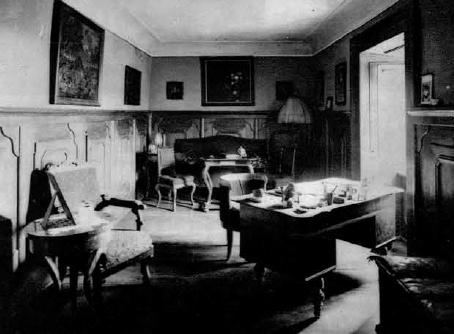
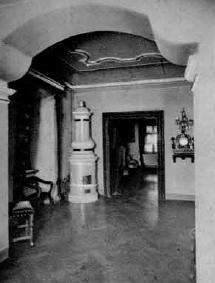
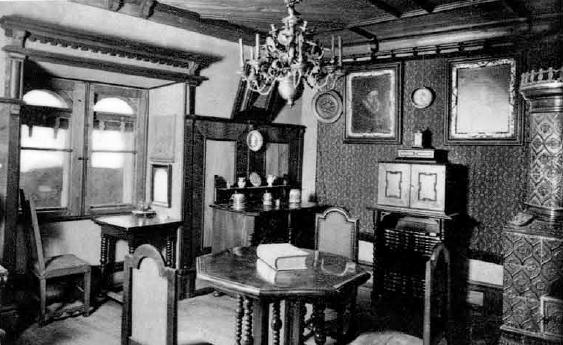